# Hednota trissomochla
Hednota trissomochla là một loài bướm đêm trong họ Crambidae.